# Bernardino Drovetti
Bernardino Michele Maria Drovetti (Barbania, 4 gennaio 1776 – Torino, 9 marzo 1852) è stato un collezionista d'arte, esploratore e diplomatico italiano, al servizio della Francia.

## Biografia
Figlio del notaio Giorgio Drovetti e di Anna Vittoria Vacca, nacque a Barbania il 4 gennaio 1776. Sulla casa natale, tuttora esistente, è stata apposta una targa che ricorda la sua nascita. Fu console generale di Francia in Egitto, ed è ricordato per la raccolta di antichità da cui si creò il Museo Egizio di Torino.

### La carriera diplomatica
Laureatosi in legge nel 1795 presso la Regia Università di Torino, Drovetti fece il suo ingresso in Egitto nel 1798 come ufficiale dell'esercito napoleonico durante la Campagna d'Egitto. Nel 1803 divenne addetto commerciale per la Francia dopo essersi distinto nell'Armée d'Italie (1792-1802) comandata dal generale Bonaparte durante la 1ª e la 2ª campagna d'Italia. Iniziò così una lunga attività diplomatica e una rapida carriera consolare con la nomina a viceconsole, avvenuta nel 1806, e successivamente a console generale nel 1811. L'incarico cessò con la caduta di Napoleone, ma nel 1821 venne nuovamente nominato console generale dal re Luigi XVIII, incarico che continuò con Carlo X fino al 1829 quando diede le sue dimissioni per motivi di salute e rientrò in Europa.
Drovetti fu inviato ad Alessandria d'Egitto dal Primo Console con l'incarico di avviare rapporti commerciali tra i due paesi dopo la poco felice Campagna militare d'Egitto (1798-1801). Contemporaneamente l'albanese Mehmet Ali, ufficiale della spedizione turca che affiancava l'esercito inglese contro quello comandato da Bonaparte, a seguito del successo ottenuto sia contro l'esercito francese sia contro i mamelucchi che governavano il paese, venne nominato Viceré d'Egitto (1805) dalla Sublime Porta.
Drovetti, grazie anche alle sue capacità, fu considerato dai suoi contemporanei l'europeo più influente presso la corte del Viceré. Insieme liberarono il paese dagli inglesi (1807), e avviarono l'ammodernamento dell'Egitto con lo sviluppo dell'industria, dell'agricoltura e dell'allevamento, la realizzazione di un canale navigabile da Alessandria al Cairo, la creazione di ospedali e scuole di medicina, la formazione di un esercito ben addestrato e armato e di una flotta. Per avviare queste e altre attività vennero chiamati dall'Europa in Egitto tramite i consoli, ingegneri, mineralogisti, ufficiali, architetti, pittori, professori e medici. In cambio agli europei il viceré concesse il permesso (detto firmano) di asportare le antichità che si trovavano lungo il Nilo.

### Le esplorazioni in Egitto e le collezioni
Durante la sua permanenza in Egitto, fu un grande collezionista di antichità, specialmente raccolte durante scavi presso Tebe.
L'inizio dell'esplorazione moderna della valle del Nilo viene fatto risalire alla spedizione scientifica che Napoleone Bonaparte volle associare alla campagna d'Egitto da lui condotta tra il 1798 e il 1801, grazie alla quale la Francia mirava a guadagnarsi il controllo di quel paese strategicamente importante per i commerci con l'Oriente. Insieme al nutrito esercito di soldati armati per combattere, sbarcarono quindi ad Alessandria d'Egitto anche 167 scienziati (architetti, ingegneri, disegnatori, botanici, zoologi, mineralogisti, cartografi e tra cui Stefano Arati e il Drovetti) che avrebbero dovuto documentare i monumenti antichi e contemporanei dell'Egitto, studiarne la geografia, la flora, la fauna, la mineralogia, oltre a descrivere la vita dei suoi abitanti. Frutto di questa spedizione scientifica fu la Description de l'Égypte, un'opera monumentale, formata da nove volumi di testo, dodici volumi di tavole di grande formato e un atlante geografico.
Drovetti si dedicò alla ricerca di antichità, aprendo delle profonde trincee tra le rovine dei templi o nelle tombe soprattutto nella zona tebana a est e ovest del Nilo tra il 1816 e 1821. La direzione degli scavi venne affidata ai suoi agenti Jean-Jacques Rifaud (1786-1852) e Antonio Lebolo (1781-1830). In breve tempo il piemontese radunò una importante e ricchissima collezione che offrì alle corti europee per i loro musei.
La sua prima collezione fu acquistata dal re di Sardegna Carlo Felice nel 1824, e costituì il nucleo iniziale della collezione del Museo Egizio di Torino, il primo al mondo dedicato unicamente all'arte dell'Antico Egitto dal periodo faraonico a quello greco-romano. Tra i reperti principali della sua collezione passata al re di Sardegna, compare anche il papiro aramaico di Torino, noto anche come Papyrus Taurinensis.
Successivamente una sua seconda raccolta fu venduta al re di Francia Carlo X per il museo del Louvre (1827). Altri reperti confluirono poi nei musei di Berlino, di Monaco, di Ginevra e di Vienna.
Nel 1815 giunse in Egitto il padovano Giovanni Battista Belzoni (1778-1823), il quale divenne agente del console inglese Henry Salt (1770-1827) per la ricerca di antichità. La rivalità tra gli agenti del Drovetti e il padovano, armato soprattutto d'ingegno, ambizione e fortuna, fu molto forte e dopo alcuni scontri Belzoni preferì lasciare il paese (1819). Comunque egli era riuscito in breve tempo a concludere imprese dove i suoi contemporanei avevano fallito: aveva trasportato parte del colosso di Ramesse II fino al Nilo per poi inviarlo in Inghilterra al British Museum, scoperto la tomba del faraone Sethi I nella valle dei Re, era riuscito a entrare nella piramide di Chefren e nel tempio Grande di Abu Simbel, e aveva individuato il sito di Berenice sul Mar Rosso.
Nel dicembre del 1819 il viaggiatore Carlo Vidua, conte di Conzano arrivò al Cairo, tappa di un lungo viaggio dal Piemonte alla Lapponia e ritorno passando dalla Grecia, dalla Turchia e dalla Siria.  L'incontro con il Drovetti, grazie alle sue conoscenze in patria con personalità influenti della politica e della cultura, fu determinante per la trattativa della vendita della "Drovettiana" ai Savoia.
Drovetti, prima di lasciare l'Egitto, accolse inoltre la spedizione scientifica franco-toscana diretta da Jean-François Champollion e Ippolito Rosellini.

### Il ritorno in Europa
Nel giugno del 1829 Drovetti decise di tornare in Europa sia per motivi di salute sia per il peggioramento della situazione politica egiziana che rendeva la sua attività di diplomatico sempre più difficile. Prima di rientrare in patria, lavorò a Parigi per un anno presso il ministero degli esteri.
Negli anni seguenti si spostò frequentemente tra Torino e la natale Barbania, recandosi saltuariamente a Nizza, Livorno e Napoli, dove incontrò nuovamente, nel 1848, Mehmet Ali.
Morì a Torino il 9 marzo 1852, e fu sepolto nel Cimitero monumentale di Torino. La sua tomba è composta da un busto appoggiato su una base in stile egiziaco opera dello scultore Giovanni Albertoni. Un suo busto con lapide si trova all'ingresso del Museo Egizio di Torino.